# Stéphanie de Beauharnais
Stéphanie de Beauharnais (28. august 1789 - 29. januar 1860) var storhertuginde af Baden fra 1811 til 1818.

## Biografi
Stéphanie de Beauharnais blev født i Versailles den 28. august 1789 som datter af Grev Claude des Roches-Baritaud og Claudine Françoise Adrienne Gabrielle de Lézay-Marnézia. 

## Ægteskab
Hendes fars fætter Alexandre de Beauharnais var første ægtemand til Kejser Napoleons første kejserinde Joséphine de Beauharnais. Stéphanie blev i 1804 adopteret af Kejser Napoleon, som gav hende titel af Fransk Prinsesse og arrangerede hendes ægteskab med Storhertug Karl af Baden som led i en alliance mellem Kejserriget Frankrig og Storhertugdømmet Baden.
Stéphanie og Karl blev gift i Paris den 8. april 1806.

## Senere liv
Det arrangerede ægteskab var ikke specielt lykkeligt. Parret levede adskilt, og Stéphanie boede i Mannheim. Da Karl blev storhertug i 1811 flyttede de sammen og fik herefter fire børn.
Efter Karls død i 1818 var hun værtinde for en salon for kunstnere i Mannheim.

## Børn
Karl og Stéphanie fik fire børn:
1. Louise (1811-1854), gift med Prins Gustav af Wasa og tidligere kronprins af Sverige
2. Josephine (1813-1900), gift med Fyrst Karl Anton af Hohenzollern
3. Alexander (1816-1816)
4. Marie Amalie (1817-1888), gift med William Douglas-Hamilton, 11. Hertug af Hamilton

## Eksterne links
- Wikimedia Commons har flere filer relateret til Stéphanie de Beauharnais